# Sân vận động Changlimithang
Sân vận động Changlimithang (tiếng Anh: Changlimithang Stadium) là một sân vận động đa năng ở Thimphu, Bhutan, đóng vai trò là sân vận động quốc gia. Sân chủ yếu được sử dụng cho các trận đấu bóng đá và là sân nhà của cả đội tuyển bóng đá quốc gia Bhutan và một số câu lạc bộ bóng đá có trụ sở tại Thimphu. Ngoài bóng đá, sân vận động cũng thường xuyên tổ chức các trận đấu bóng đá nữ, các giải đấu bắn cung lớn, môn thể thao quốc gia của Bhutan và một số trận đấu bóng chuyền. Sân vận động ban đầu được xây dựng vào năm 1974 để đăng quang Druk Gyalpo Jigme Singye Wangchuck thứ tư, nhưng đã được tân trang lại hoàn toàn vào năm 2007 trước lễ đăng quang của Druk Gyalpo Jigme Khesar Namgyel Wangchuck thứ năm. Đèn pha đã được thêm vào sân bóng vào năm 2009 và một sân cỏ thường xanh được đặt vào năm 2012, trùng với thời điểm bắt đầu mùa giải đầu tiên của National League. Nằm ở độ cao 2.300 m (7.500 ft) trên mực nước biển, sân là một trong những sân vận động cao nhất trên thế giới. Nó đã gây ra nhiều tranh cãi trong giới bóng đá, vì độ cao đáng kể của nó ảnh hưởng đến việc hấp thụ oxy trong cơ thể con người, mang lại lợi thế đáng kể cho các đội chủ nhà đã quen với các điều kiện như vậy.

## Sân vận động ban đầu
Changlimithang được xây dựng trên địa điểm của một trận chiến quyết định trong lịch sử của Bhutan, đã chiến đấu vào năm 1885, nơi thiết lập quyền lực tối cao của Ugyen Wangchuck, đăng quang của ông với tư cách là Druk Gyalpo đầu tiên và dẫn đến sự thống nhất của Bhutan sau một loạt các cuộc nội chiến và nổi loạn giữa năm 1882 và 1885. Việc xây dựng sân vận động ban đầu được hoàn thành vào năm 1974 để đăng quang Druk Gyaplo thứ tư, Jigme Singye Wangchuck, và tại thời điểm đó, toàn bộ công viên có diện tích khoảng 11 ha, với sức chứa khoảng 10.000 khán giả. Ngoài vai trò là sân vận động quốc gia và là sân nhà của đội tuyển bóng đá quốc gia Bhutan và các giải đấu bắn cung quốc gia, sân vận động còn cung cấp các cơ sở cho bóng quần, bi-a và quần vợt, ngoài việc là trụ sở của Ủy ban Olympic Bhutan.

## Nâng cấp

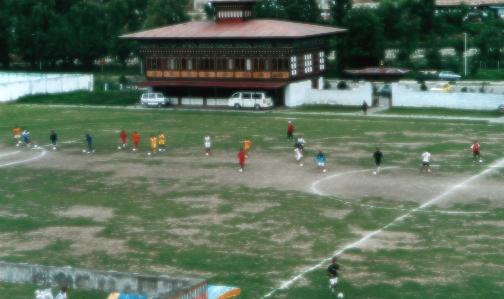
Sân vận động trong bộ phim tài liệu The Other Final năm 2002

Sân vận động đã được tân trang lại hoàn toàn và mở cửa trở lại vào năm 2008 cho lễ kỷ niệm hai lần đăng quang của Druk Gyalpo Jigme Khesar Namgyel Wangchuck và một trăm năm thành lập Nhà Wangchuck và thống nhất đất nước. Kế hoạch tái phát triển đã được Bộ Công trình và Giải quyết Nhân sự lập ra cùng với Ủy ban Chỉ đạo Quốc gia về Lễ kỷ niệm đăng quang. Khán đài cũ bao gồm 6 hàng ghế với sức chứa khoảng 10.000 người đã bị phá hủy hoàn toàn để được thay thế bằng một khán đài bao gồm 21 hàng ghế. Khán đài này sẽ cung cấp chỗ ngồi đáng kể không chỉ xung quanh khu vực của sân bóng đá, mà còn xuống dọc theo phạm vi bắn cung. Để hoàn thành công trình này, sân bóng quần và bóng rổ đã bị phá hủy, mặc dù kích thước của khán đài cho phép tạo ra các khu vực để chơi bóng bàn và bắn súng cũng như các phương tiện để tắm và thay đổi bên dưới khu vực chỗ ngồi. Ngoài những thay đổi về địa điểm thể thao trong cơ sở, hiệp hội Olympic còn được cung cấp văn phòng mới, gian hàng hoàng gia được mở rộng để tăng sức chứa cho khách và phòng tiệc được cải tạo. Hai công viên mới cũng được tạo ra trên khu đất xung quanh cơ sở: một giữa bãi đỗ xe và dòng sông và một khu vực gần bắn cung khác được đặt ra với chi phí 2.000.000 Nu. Những cải tạo này mất hai năm và tổng chi phí là 230.000.000 Nu. Sân vận động mới được tân trang lại được khai trương bởi Hoàng tử Jigyel Ugyen Wangchuck.
Những cải tiến hơn nữa đã được thực hiện cho sân bóng vào năm 2011, khi đèn pha được thêm vào. Đã có một mong muốn bao gồm chiếu sáng tại sân vận động từ năm 2006, nhưng điều này đã không đạt được do chi phí lắp đặt cao. Một chuyến đi đến Bhutan của chủ sở hữu Tập đoàn Tata Ratan Tata đã dẫn đến một thỏa thuận giữa Tata Power, Druk Green và Ủy ban Olympic Bhutan để lắp đặt đèn chiếu, với Tata chịu chi phí lắp đặt như một hành động trách nhiệm xã hội của công ty. Tổng chi phí lắp đặt đèn pha là 13.230.000 Rupee.
Công việc cải tạo thêm đã được công bố vào tháng 6 năm 2016. Những cải tiến đầu tiên bao gồm lắp đặt ghế nhựa trên bậc thang bê tông, lắp đặt thêm nhà vệ sinh và mở rộng các cơ sở vật chất cho các cầu thủ, chẳng hạn như phòng thay đồ. Sân đã được thông báo rằng ghế nhựa sẽ được lắp đặt trong các phần khác của khán đài sân vận động đang chờ xử lý. Chi phí 35 triệu Nu được cung cấp bởi chính phủ Ấn Độ.

## Sử dụng hiện đại
Cùng với việc tiếp tục tổ chức các sự kiện thể thao, cơ sở này đã được sử dụng cho các dịp công cộng rộng lớn hơn bao gồm Lễ cưới của Jigme Khesar Namgyel Wangchuck và Jetsun Pema. Mặc dù có sự gia tăng sức chứa một vài năm trước đó, sân vận động không thể chứa tất cả những người muốn tham dự dịp này.
Sau đám cưới, nhiều cải tiến đã được thực hiện cho sân bóng đá, với sân cỏ được thay thế bằng bề mặt nhân tạo để cải thiện hiệu suất của các cầu thủ và tăng thêm độ bền cho toàn bộ cơ sở. Trong lịch sử, rất khó để duy trì mặt đất ở một tiêu chuẩn chấp nhận được, với một sân mưa không bằng phẳng, dẫn đến những lời gọi nhạo báng từ khán giả vào giữa những năm 1990.

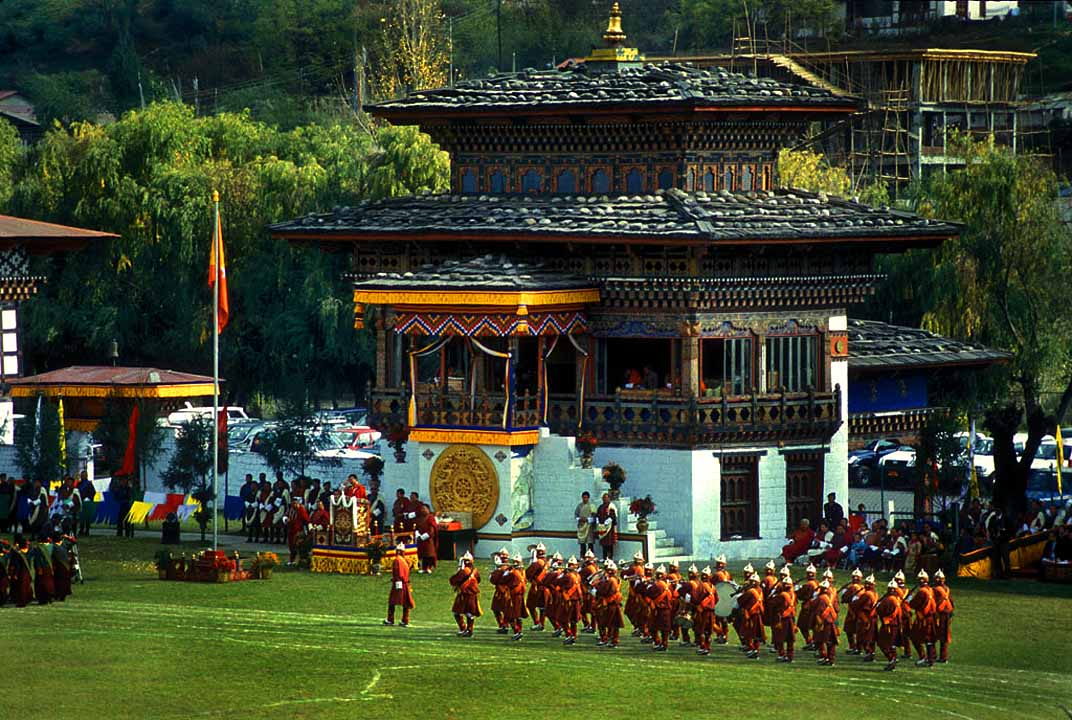
Sân vận động được sử dụng cho bắn cung

Hỗ trợ tài chính từ FIFA cho phép dự án đi trước và công việc bắt đầu từ tháng 3 năm 2012 với sân cỏ nhân tạo được đặt vào tháng 11 và kết thúc vào tháng 12 cùng năm. Là một phần của chuyến thăm hai ngày tới Bhutan vào tháng 3 năm 2012, Chủ tịch FIFA Sepp Blatter đã thực hiện nghi thức khởi công cho sân mới, hứa rằng FIFA sẽ hỗ trợ bóng đá Bhutan. Tuy nhiên, đã có sự chậm trễ trong việc hoàn thành nâng cấp vì thời tiết lạnh khi bắt đầu dự án khiến công nhân không thể khởi công xây dựng và thời tiết gió mùa vào mùa hè đã cản trở khả năng của các nhà cung cấp trong việc cung cấp vật liệu như xi măng cho công trường. Sự chậm trễ đến mức họ suýt dẫn đến việc hoãn giải đấu quốc gia, với Liên đoàn bóng đá Bhutan xem xét chuyển các trận đấu ban đầu đến sân của Cảnh sát Hoàng gia Bhutan. Bề mặt sân được sản xuất tại Hà Lan và được đặt bởi các công ty từ Anh và Hà Lan, là phần đầu tiên của loạt tác phẩm hai giai đoạn để lắp đặt sân cỏ nhân tạo ở cả sân bóng đá Changlimithang và Changjiji, cũng ở Thimphu. Trận đấu đầu tiên được tổ chức trên sân mới là trận mở màn trong phiên bản khai mạc của Bhutan National League giữa Druk Pol và Ugyen Academy. Chủ tịch Ủy ban Olympic Bhutan, Jigyel Ugyen Wangchuk, đã chính thức mở cửa lại sân chơi mới, sau đó tham gia trận đấu đầu tiên với tư cách là một cầu thủ cho Druk Pol. Tổng chi phí của sân mới được ước tính lên tới 900.000 đô la.
Bất thường đối với một sân vận động quốc gia, và do kết quả của việc chuyển đổi mặt sân chơi thành sân cỏ nhân tạo, sân bóng đá tại Changlimithang có sẵn cho thuê công cộng và cực kỳ phổ biến với người dân ở Thimphu, với sân được đặt để sử dụng công cộng từ 5 giờ chiều - 1 giờ sáng hầu hết các ngày trong tuần khi nhân viên văn phòng tìm cách sử dụng sân và từ 7 giờ sáng đến 9 giờ tối vào cuối tuần. Điều này đã được chứng minh là một nguồn thu nhập có giá trị cho Liên đoàn bóng đá Bhutan. Với các đội cần đặt chỗ trước nhiều tuần, Liên đoàn đã kiếm được 75.000 Nu trong nửa tháng đầu tiên mà sân có sẵn cho công chúng, với số tiền kiếm được từ phí thuê sẽ được tài trợ cho các bề mặt cỏ nhân tạo khác được lên kế hoạch cho các nơi khác trong nước. Nhu cầu về cơ hội thi đấu trên bề mặt nhân tạo hiện nay lớn đến mức Liên đoàn bóng đá Bhutan chuẩn bị thuê sân nhân tạo tại Changjiji, một khi chỉ có sẵn để đào tạo các thành viên của đội tuyển quốc gia. Có kế hoạch mở các bề mặt nhân tạo ở ba Dzongkhags nữa trong tương lai gần.
Changlimithang đóng vai trò chủ nhà cho chiếc cúp FIFA World Cup như một phần của chuyến lưu diễn toàn cầu trước thềm Giải vô địch bóng đá thế giới 2014.